# Ревизские сказки

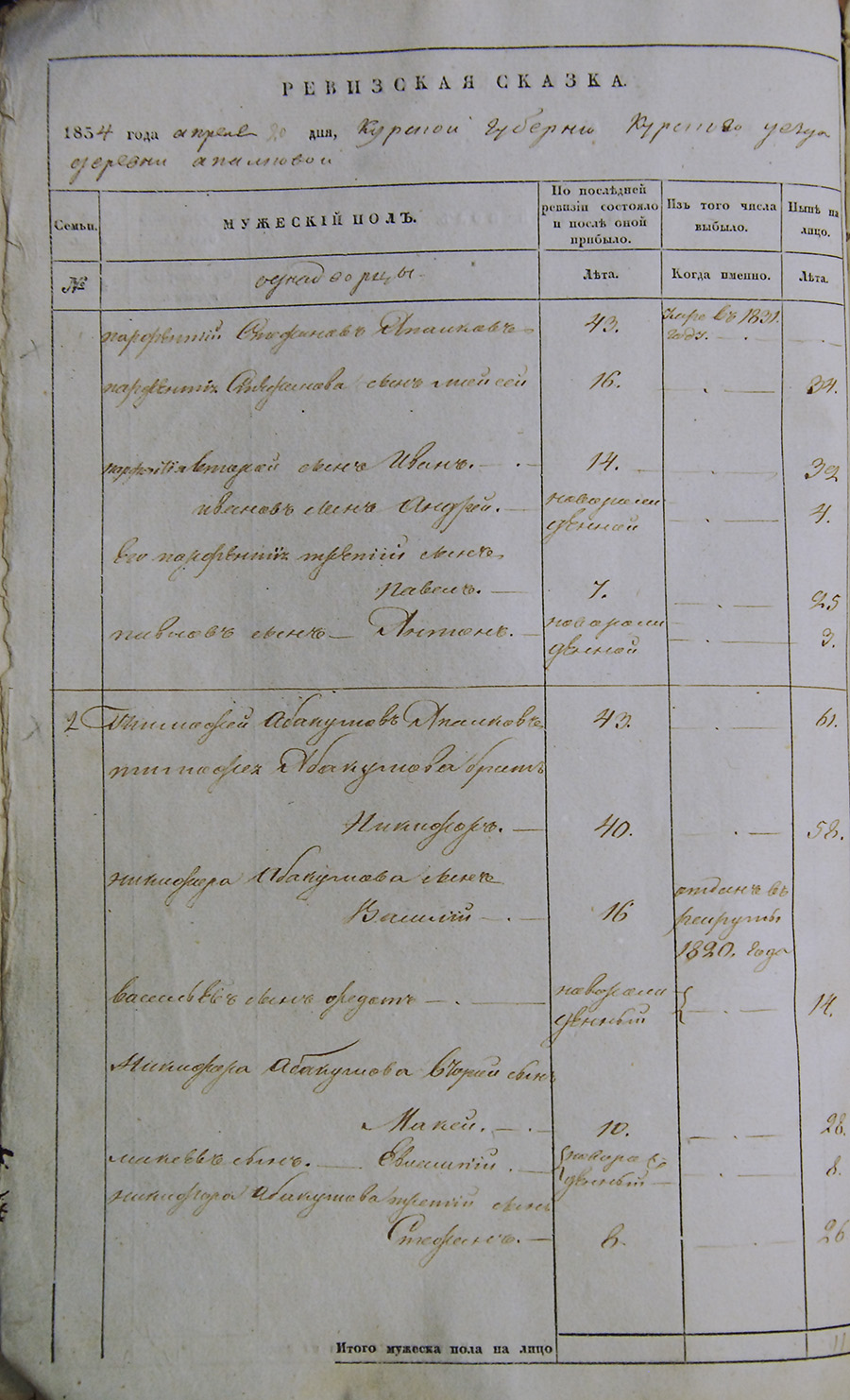
Ревизская сказка 1834 года Курской Губернии Курского уезда деревни Апальково

Реви́зские ска́зки — документы, отражающие результаты проведения подушных переписей («ревизий») податного населения Российской империи в начале XVIII — 2-й половине XIX веков, проводившихся с целью налогообложения «ревизских душ» (то есть всех, кроме дворян и военнослужащих). 
Сегодня материалы ревизских сказок являются одним из важных источников в генеалогических исследованиях. Материалы первые трёх ревизий хранятся преимущественно в РГАДА, остальных — в архивах субъектов Российской Федерации.

## Список ревизий
Всего было произведено 10 подушных переписей. Подробную характеристику каждой из переписей см. в статье Подушная перепись.
Из них три (1719, 1743, 1811 годы) включали только мужчин.
| №    | Дата указа | Время проведения                       | Численность | Примечание     |
| ---- | ---------- | -------------------------------------- | ----------- | -------------- |
| I    | 26.11.1718 | 1719-1727                              | 15 738 000  | Только мужчины |
| II   | 16.12.1743 | 1744-1747 (подача доп. сказок до 1756) | 21 200 000  | Только мужчины |
| III  | 28.11.1761 | 1761—1767                              | 23 200 000  |                |
| IV   | 16.11.1781 | 1781—1787                              | 28 400 000  |                |
| V    | 23.06.1794 | 1794—1808                              | 37 400 000  |                |
| VI   | 18.11.1811 | 1811                                   | 41 010 400  | Только мужчины |
| VII  | 20.06.1815 | 1815—1825                              | 46 300 000  |                |
| VIII | 16.07.1833 | 1833—1835                              | 59 132 955  |                |
| IX   | 01.01.1850 |                                        | 68 500 000  |                |
| X    | 26.08.1856 | 1857—1859                              | 74 556 400  |                |

## Характеристика
Ревизские сказки представляли собой поимённые списки населения, в которых указывались имя, отчество и фамилия (при её наличии) главы семьи, его возраст, имя и отчество членов семьи с указанием возраста, отношение к главе семьи. В ревизских сказках (за некоторыми исключениями) учитывались лица мужского и женского пола, но в сводных таблицах женский пол никогда не фигурировал.
В городах ревизские сказки составлялись представителями городского управления, в селениях государственных крестьян — старостами, в частных владениях — помещиками или их управляющими.
В промежутках между ревизиями ревизские сказки уточнялись. Производилась фиксация наличия или отсутствия лица на момент текущего учёта, причём в случае отсутствия фиксировалась причина (умер, в бегах, отселён, в солдатах и т. п.). Все уточнения относились к последующему году, поэтому каждая «ревизская душа» считалась наличной до следующей ревизии даже в случае смерти человека, что позволяло государству, с одной стороны, повышать собираемость подушевого налога, а с другой, создавало условия для злоупотреблений при получении кредитов под залог имений и крепостных (это получило отражение в произведении Н. В. Гоголя «Мёртвые души»).
Ревизские сказки позволяют установить следующие сведения: сословную принадлежность лица подающего сказку; возраст; фамилию (если была); имя; отчество и место рождения; место постоянного жительства; наличие детей мужского и женского пола (кроме 1-2 и 6 ревизий) с указанием времени и места их рождения; родственников и «работных людей» с указанием фамилий, имен, возраста и сословной принадлежности; размеры податей уплачиваемых казне; имущественное положение (не всегда); по 1-5 ревизии национальность; по 1-й ревизии физические недостатки (увечен, слеп). Категории населения, перечисленных в ревизских сказках: мещане, церковнослужители, солдаты, цеховые, из купечества, крестьяне. Подкатегории крестьян включали в себя: вольные хлебопашцы, однодворцы, бобыли, черносошные, дворовые, экономические, удельные. Воинская служба имела следующие варианты: сдан в рекруты, сдан в ратники, в ополчении, отдан в арестантские роты. Важной считалась информация по перемещению населения, где были варианты как: переселен, самостоятельно переселились, переведен, пришли неизвестно откуда, в неизвестной отлучке, в бегах, вольноотпущенные.
Недостатком ревизий для современных исследователей является не включение сведений об  огромной группе освобожденных от учёта (т.е. тех, кто не был ревизской душою) - дворяне; государственные служащие; домашние учителя; нижние воинские чины (донские, черноморские и иные казаки); почётные граждане; лица принадлежащие к почтовому и театральному ведомствам; все лица получившие ученые, медицинские, академические степени; мастера казённых заводов и некоторые другие категории граждан.
Солдат и солдатских детей (кантонистов), крестьян, содержащих ландмилицию, священнослужителей и их семьи писали отдельными ревизскими сказками.
Не все ревизские сказки сохранились и попали в описи. Сохранившиеся не всегда дают исследователям — для этого они должны быть прошиты, пронумерованы и в хорошем состоянии. Ревизские сказки хранятся в федеральных архивах: РГАДА, РГИА, а также в региональных архивах и небольшая часть в личных фондах.

### Формуляры
Форма внесения сведений со временем изменялась. Ниже представлены варианты форм ревизий, проведённых в 1763, 1795 и 1857 годах.

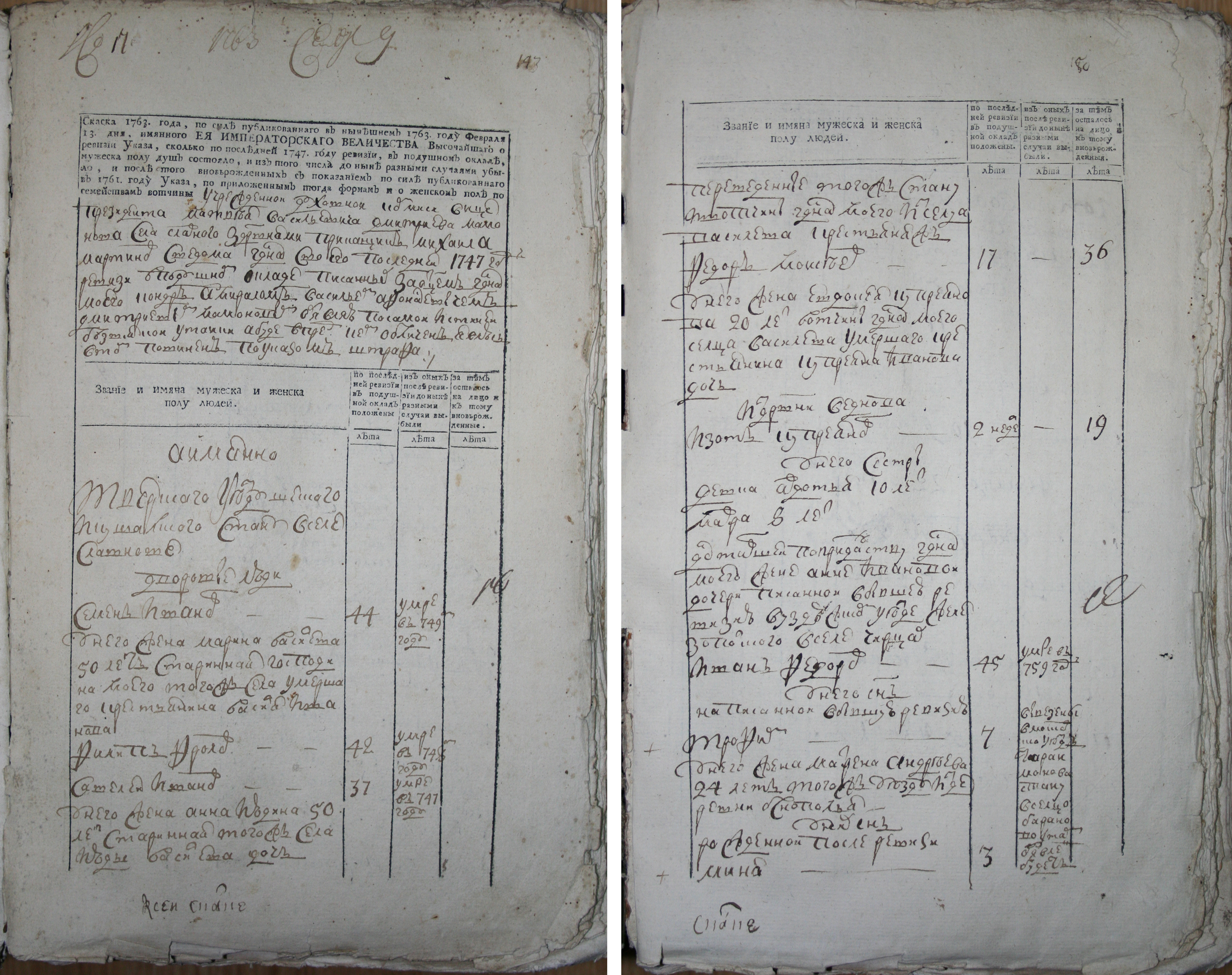
Фрагменты ревизской сказки села Славного Шеского и Кушальского стана Тверского уезда Тверской провинции Новгородской губернии 1763 года.
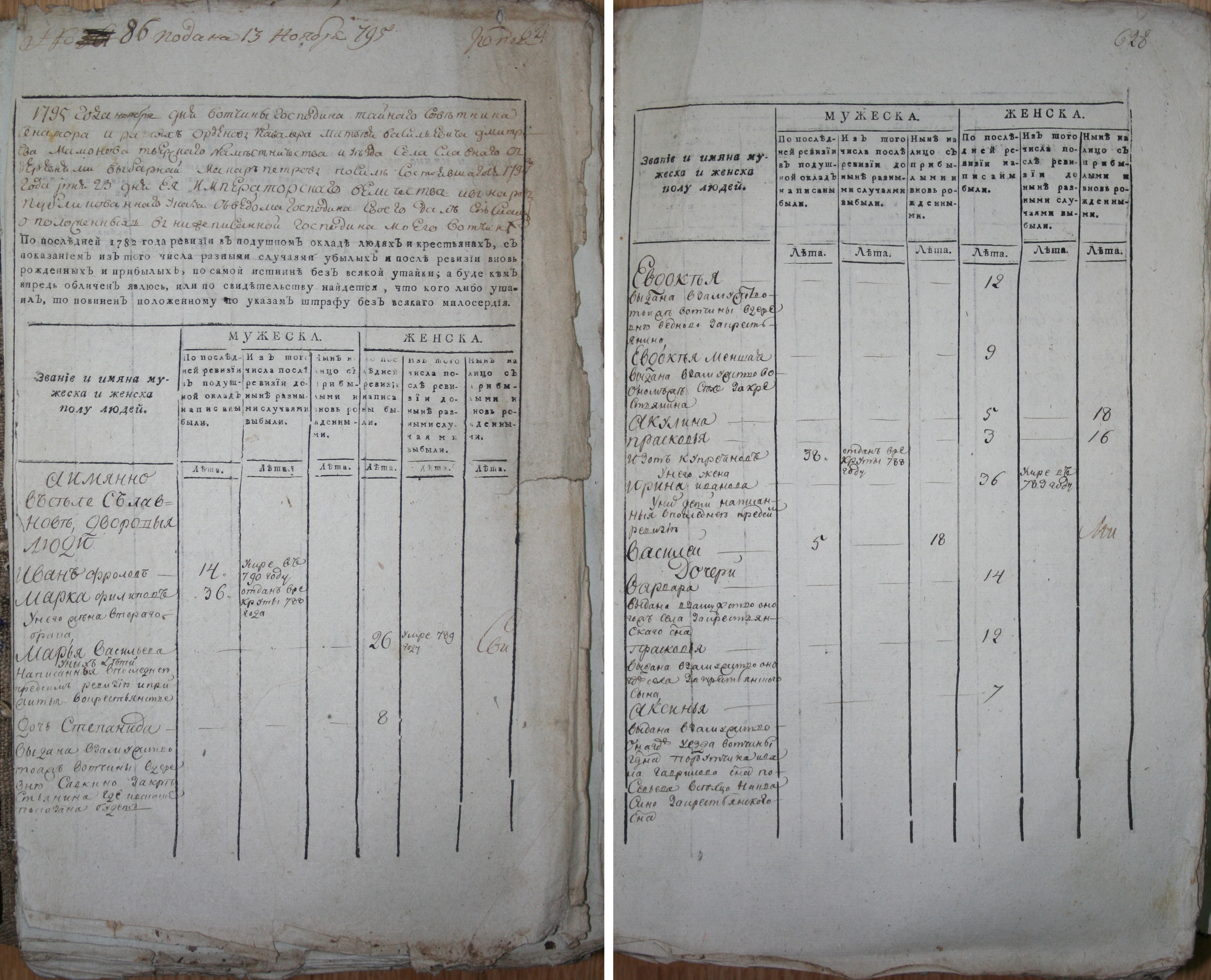
Фрагменты ревизской сказки села Славного Шеского и Кушальского стана Тверского уезда Тверского наместничества 1795 года.
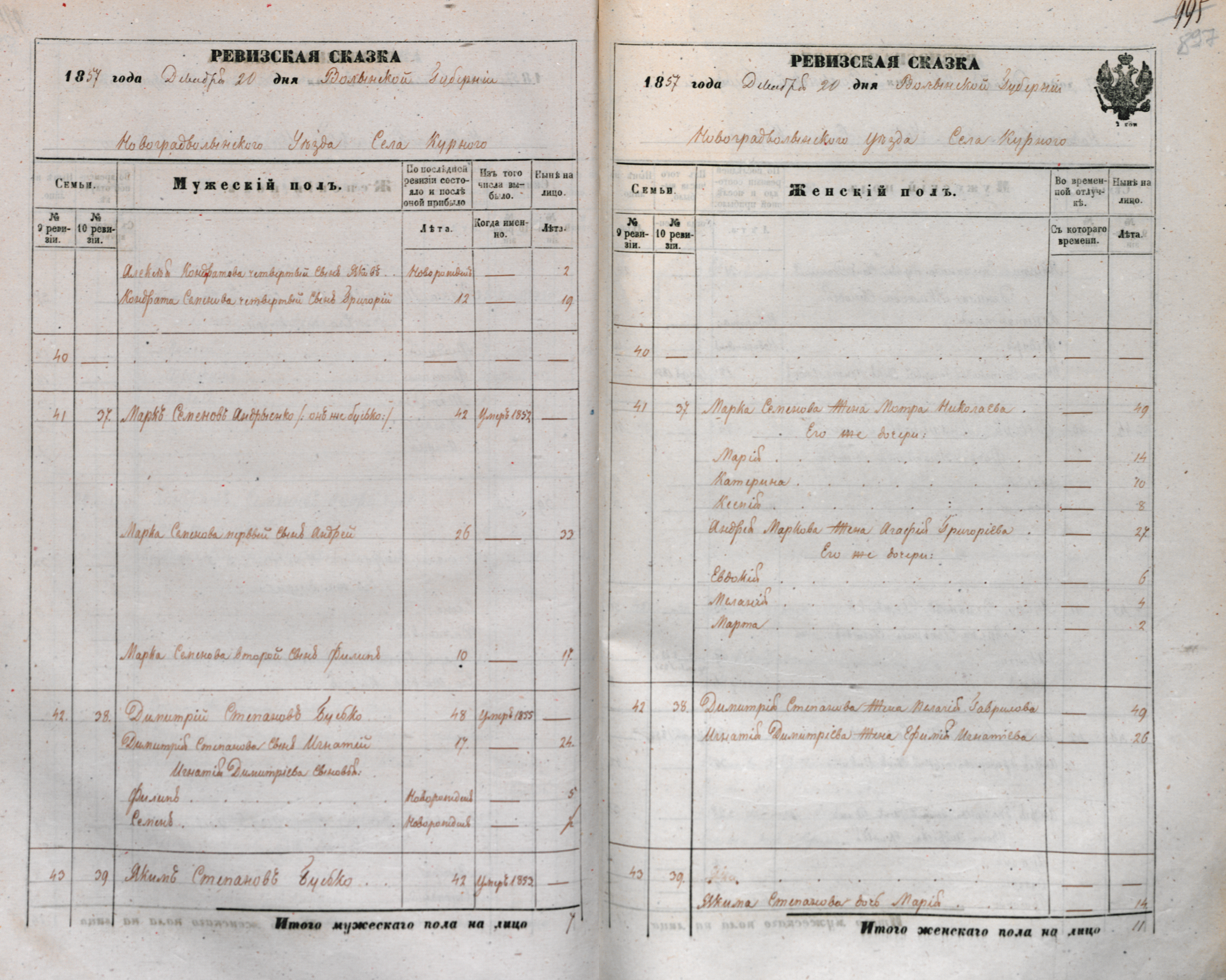
Фрагмент ревизской сказки села Курное Новоград-Волынского уезда Волынской губернии 1857 года.